# Dmitri Dmitrijewitsch Polos
Dmitri Dmitrijewitsch Polos (russisch Дмитрий Дмитриевич Полоз; englisch Dmitry Poloz; * 12. Juli 1991 in Stawropol, Russische SFSR, Sowjetunion) ist ein russischer Fußballspieler, der aktuell für den FK Rostow spielt. 

## Karriere

### Verein
Der Stürmer spielte von 2009 bis 2011 für Lokomotive Moskau und wurde nur in der zweiten Mannschaft eingesetzt. 2012 wechselte er zum FK Rostow. Im September 2017 unterzeichnete er bei Zenit St. Petersburg. Von dort aus wurde er 2018 für ein Jahr zu Rubin Kasan verliehen. Nach seiner Rückkehr wechselte er direkt zum FK Sotschi, wo er seit dem ersten Spiel im Sturm gesetzt war. Er war unter anderem bei dem kuriosen 10:1-Sieg gegen den FK Rostow dabei und schoss einen Doppelpack. Zwei Monate nach dem Spiel wechselte er zu Rostow.

### Nationalmannschaft
Polos gab sein Debüt für die russische Nationalmannschaft am 3. September 2014 im Freundschaftsspiel gegen Aserbaidschan, das mit 4:0 endete.

## Privates
Dmitri Polos ist seit Juni 2014 verheiratet und hat einen Sohn.